# Simo Lampinen
Simo Lampinen (né le 22 juin 1943 à Porvoo) est un pilote  finlandais de rallye automobile dont le père déjà pratiquait la compétition motocycliste, et un des premiers Finlandais volants qui ont imposé leur domination sur ce sport.

## Biographie
Bien qu'il ait contracté la poliomyélite, Lampinen s'engage rapidement en compétition automobile à 18 ans, et devient immédiatement champion de Finlande de rallye en 1963 et 1964. Si ses premières victoires ont été remportées sur Saab 96, il est ensuite contacté par Lancia en 1970 puis conduira également pour Peugeot, Fiat et Triumph.
En 1965, il obtient la victoire de classe GT 1.3L. lors des 24 Heures du Mans associé au suisse Jean-Jacques Thuner (pl), comme pilote officiel d'une Triumph Spitfire (et 13e au général).
Bien que déjà "mur" pour un pilote, il réussit à disputer 35 courses en championnat du monde des rallyes, entre 1973 à 1979.
Après avoir raccroché ses gants de rallyman, il a pris la direction de l'organisation du Rallye de Finlande (qu'il a lui-même remporté à trois reprises, sur dix années d'exercice) et a contribué à la conquête de records pour le compte de Saab. Il a aussi exercé des responsabilités directement pour le compte de la FIA.

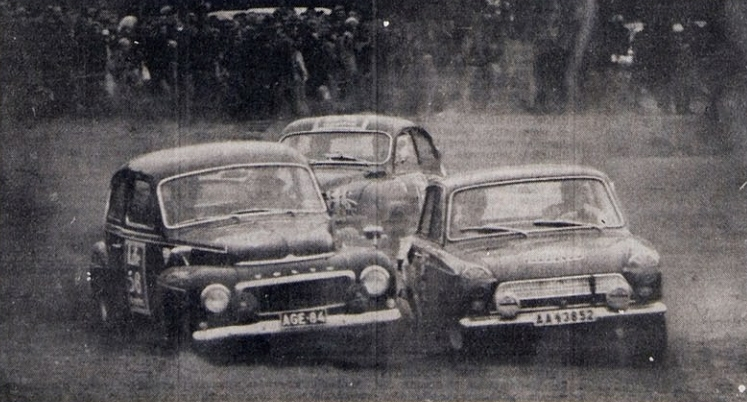
Simo Lampinen sur Saab 96 Sport en embuscade, derrière Leo Kinnunen sur Volvo PV544 (à gauche) et Bengt Söderström sur Ford Cortina GT (à droite), aux 1000 lacs 1964.
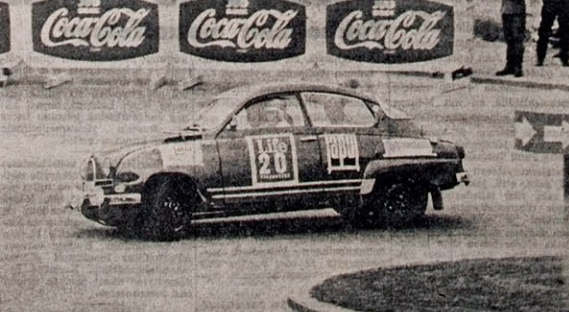
Lampinen au volant d'une Saab 96 Sport lors du rallye des 1000 lacs 1965.
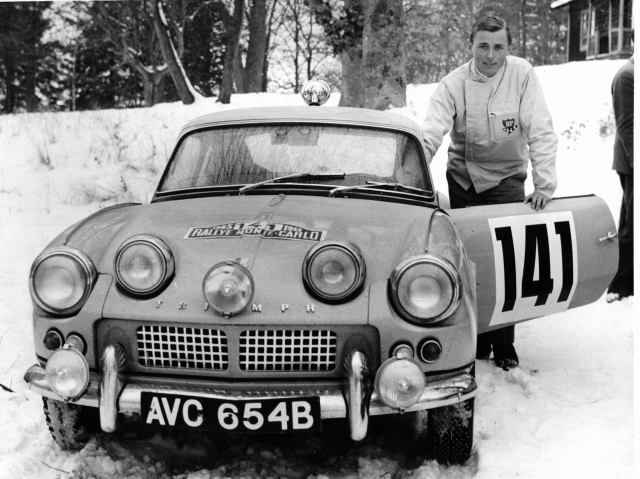
Lampinen sur Triumph Spitfire au Monte-Carlo 1965.
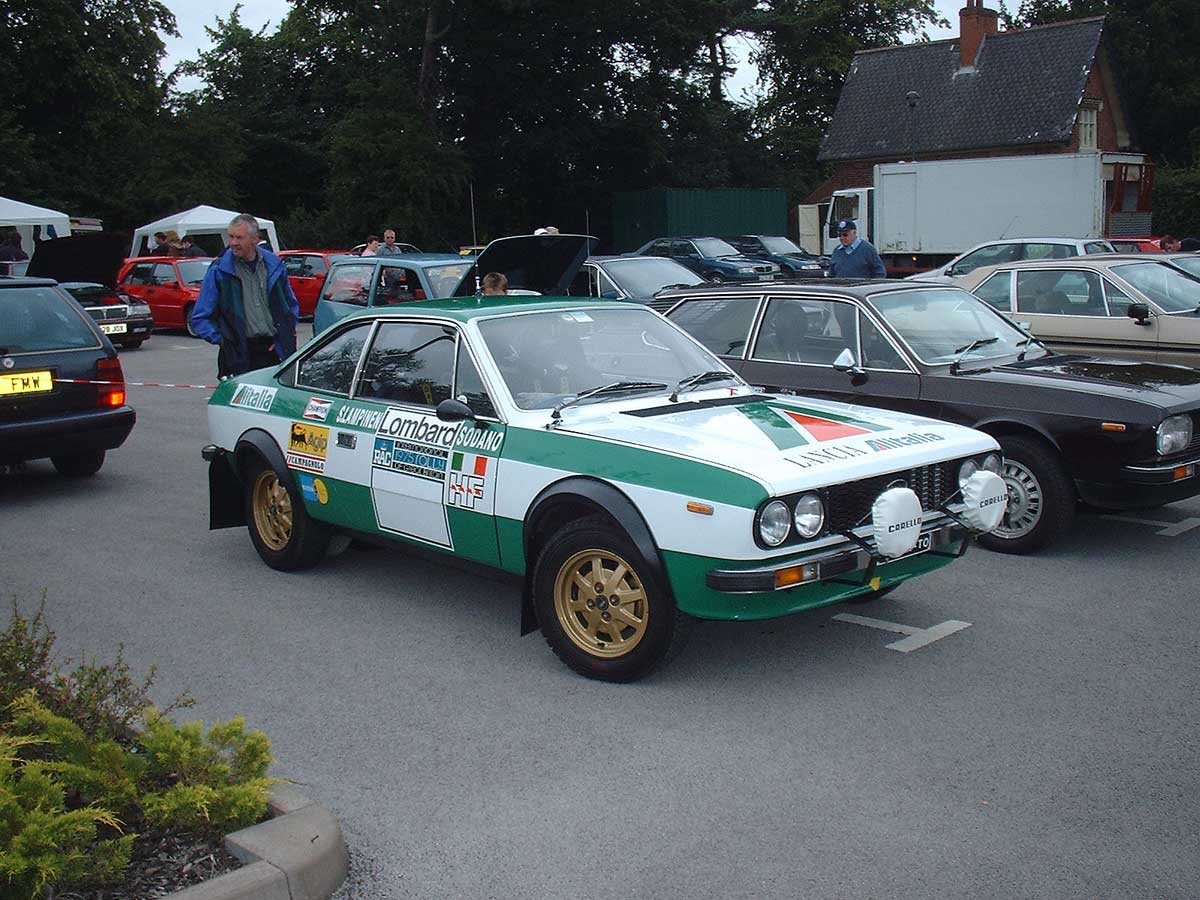
La Lancia Beta Coupé pilotée par Lampinen au rallye du RAC 1975.
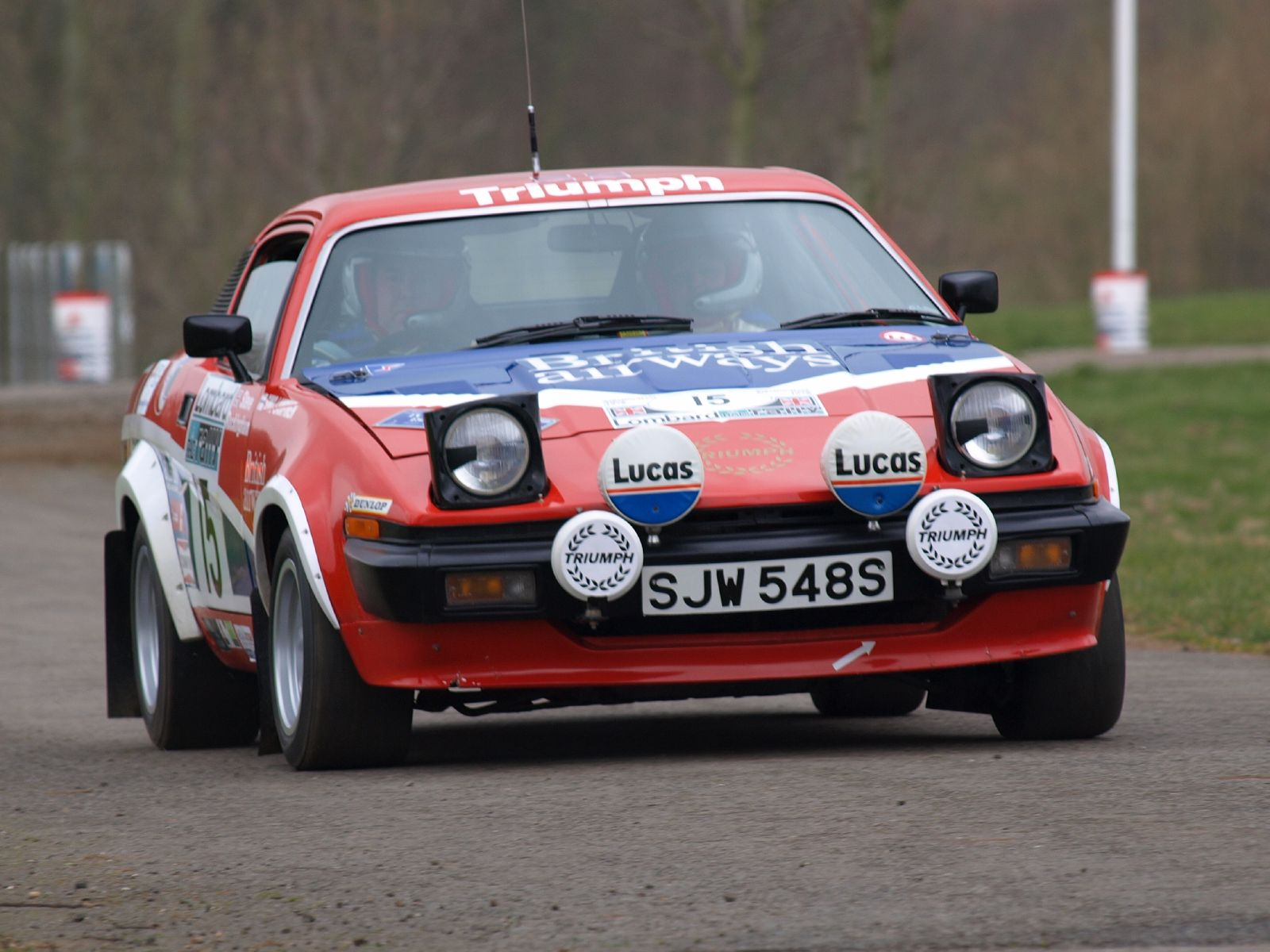
La Triumph TR7 de Lampinen au rallye du RAC 1978.

## Palmarès

### Titres
- Participation à la victoire de Lancia au Championnat international des marques: 1972 (avec la Lancia Fulvia 1.6 Coupé HF);
- Triple Champion de Finlande des rallyes (et du Groupe 1): 1963, 1964, et 1967 (Saab 96);
- Champion de Finlande des rallyes du Groupe 2: 1975 (Lancia béta coupé).

### Victoires internationales
- 1963 : 13e rallye des 1000 Lacs (Saab 96)
- 1964 : 14e rallye des 1000 Lacs (Saab 96)
- 1965 : Coupe des Alpes (Triumph Spitfire, catégorie Sport et Prototypes[1])
- 1968 : 17e RAC (Saab 96 V4)
- 1970 : 3e Rallye du Portugal (Lancia Fulvia)
- 1972 : 15e Rallye du Maroc (Lancia Fulvia 1.6 Coupé HF) et 22e rallye des  1000 Lacs (Saab 96 V4)

(nb: également deuxième du rallye de Suède en 1967)

### Podiums en WRC (5)
- 2e au 1000 lacs 1974 et 1975;
- 2e au Maroc 1976;
- 2e au Québec (Molson) 1977;
- 3e en Suède 1975;

### Autres victoires
- 1967, 1968 et 1975: Rallye Hanki (sur Saab V4, avec Klaus Sohlberg, puis son épouse Mirja Lampinen, et enfin  Juhani Markkanen)
- 1969: Rallye d'Écosse (sur Saab, avec Arne Hertz)
- 1970 : Rallye 1000 minuten (d'Autriche, sur Lancia Fulvia HF, copilote Mario Manucci)
- 1974 : 24 Heures de Chamonix avec Amilcare Ballestrieri, sur Lancia Fulvia HF (premiers pilotes étrangers à remporter l'épreuve)
- 1975 : Rallye Arctique (sur Saab V4 avec Juhani Markkanen)

(nb: il est le vainqueur de la seconde épreuve spéciale la plus longue jamais proposée en Championnat du monde des rallyes: celle dite Transmarocaine, qui reliait Fès à Agadir en 1976 lors du Rallye du Maroc dont il termina deuxième cette année-là (776 kilomètres, en 9 heures 41 minutes sur Peugeot 504)).